# Noua școală a împăratului
Noua școală a Împăratului este un serial animat american produs de Walt Disney Television Animation, și este bazat pe personaje și situații găsite în filmul Împăratul Vrăjit. Este vorba despre un împărat tânăr, Kuzco, care încearcă să își completeze educația, pentru a se întoarce pe tron.
Serialul a avut premiera în America pe Disney Channel pe 27 ianuarie 2006, iar în România în octombrie 2009.

## Personaje

### Kuzco
Este personajul principal în serial și film. El este un adolescent al familie Incas, numele lui făcând referire la orașul antic Incan. Kuzco este mereu în centrul atenției, crezând că toată lumea ar trebui să fie la picioarele lui, deoarece el este un "împărat". El este de asemeni împăratul țării fictive America Sudică care este forțat de lege să absolve academia Kuzco, o școală pentru care a plătit, ca să rămână împărat.

### Yzma
Yzma sau Amzy este consilierul împăratului Kusco și directoarea Academiei Kusco.De asemenea ea pune tot felul de planuri ca Kuzco să nu treacă pentru ca ea să devină împărăteasă.

### Kronk
Este mâna dreaptă a lui Yzma , care învață la academia Kuzco. El este un excelent bucătar, dar este și capabil să facă scamatorii superumane, cum ar fi să meargă de la școală până acasă și să se întoarcă în câteva secunde, a urca pe un munte și multe altele. El este angajat la Mudka's.

### Malina
Este colega de clasă a lui Kuzco dar și fata pe care o place. Ea este o majoretă, dar și o elevă de nota zece.

### Pacha
Este un țăran care l-a asistat pe Kuzco. El este un om familist, și un subiect al împărăției egoiste a lui Kuzco. El este cel mai nobil personaj din film.

## Episoade
| Sezonul | Sezonul | Episoade | Episoade | Premiera TV      | Premiera TV       |
| Sezonul | Sezonul | Episoade | Episoade | Prima transmisie | Ultima transmisie |
| ------- | ------- | -------- | -------- | ---------------- | ----------------- |
|         | 1       | 21       | 21       | January 27, 2006 | November 11, 2006 |
|         | 2       | 31       | 31       | June 23, 2007    | November 20, 2008 |

### Sezonul 1 (2006)
| Nr. | Titlu                                                      | Regizat de                   | Scris de                                          | Data difuzării    | Cod de producție |
| --- | ---------------------------------------------------------- | ---------------------------- | ------------------------------------------------- | ----------------- | ---------------- |
| 1 | „Rabbit Face”                                              | David Knott                  | Bobs Gannaway                                     | 27 ianuarie 2006  | 101              |
| 2 | „Squeakend at Bucky's""Kuzco Fever”                        | David Knott                  | Kevin D. CampbellBobs Gannaway                    | 28 ianuarie 2006  | 107              |
| 3 | „Empress Malina""The Adventures of Red-Eyed Tree Frog-Man” | Howy Parkins                 | Kevin D. CampbellScott Peterson                   | 3 februarie 2006  | 102              |
| 4 | „Hungry, Hungry Llama""Only the Wrong Survive”             | Howy Parkins                 | Kevin D. CampbellMark Banker                      | 10 februarie 2006 | 106              |
| 5 | „Cart Wash""Battle of the Bots”                            | David Knott                  | Nina Bargiel & Jeremy BargielKevin Seccia         | 17 februarie 2006 | 103              |
| 6 | „Girls Behaving Oddly”                                     | Howy Parkins                 | Kevin Seccia                                      | 24 februarie 2006 | 112              |
| Invitat special: Grey DeLisle ca Moxie |                                                            |                              |                                                   |                   |                  |
| 7 | „The Lost Kids""The Big Fight”                             | Howy Parkins                 | Mark SeidenbergScott Peterson                     | 3 martie 2006     | 110              |
| Invitat special: Kevin Michael Richardson ca Kavo |                                                            |                              |                                                   |                   |                  |
| 8 | „Kuzclone”                                                 | David Knott                  | Bobs Gannaway                                     | 31 martie 2006    | 111              |
| 9 | „Unfit to Print""The Emperor's New Pet”                    | Howy Parkins                 | Mark Seidenberg                                   | 7 aprilie 2006    | 108              |
| 10 | „Peasant for a Day”                                        | Howy Parkins                 | Mark Banker                                       | 21 aprilie 2006   | 104              |
| Notă: Inclus în acest episod este melodia din ceasul de alarmă (ceasul solar de alarmă, în acest caz) "Kuzco Allegiance Day," pe melodia The Ride of the Valkyries. |                                                            |                              |                                                   |                   |                  |
| 11 | „Fortune Cookie Day""Gold Fools”                           | David Knott                  | Glen EichlerKevin Seccia                          | 5 mai 2006        | 113              |
| 12 | „The Mystery of Micchu Pachu”                              | David Knott                  | Ed Scharlach                                      | 12 mai 2006       | 105              |
| Invitat special: Frank Welker ca Creepy Little Old Man |                                                            |                              |                                                   |                   |                  |
| 13 | „Oops, All Doodles""Chipmunky Business”                    | Howy Parkins                 | Mark SeidenbergKevin D. Campbell and Evan Gore    | 24 iunie 2006     | 120              |
| Invitați speciali: Dylan și Cole Sprouse ca Zim și Zam Notă: "Oops, All Doodles" este singurul episod în care Kronk, Yzma și Pacha desenează mâzgălituri.           |                                                            |                              |                                                   |                   |                  |
| 14 | „Clash of the Families”                                    | David Knott                  | John Matta & Ken Daly                             | 1 iulie 2006      | 109              |
| 15 | „The New Kid""Officer Kronk”                               | Howy Parkins                 | Kevin D. Campbell și Brian SwenlinMark Seidenberg | 8 iulie 2006      | 114              |
| 16 | „Kronk Moves In”                                           | David Knott and Howy Parkins | Mark Seidenberg                                   | 15 iulie 2006     | 117              |
| 17 | „Kuzcogarten""Evil and Eviler”                             | Howy Parkins                 | Kevin SecciaMark Banker                           | 5 august 2006     | 118              |
| Invitați speciali: Chloë Grace Moretz ca Furi și Tisha Terrasini Banker ca Miss Ni                                                                                  |                                                            |                              |                                                   |                   |                  |
| 18 | „The Bride of Kuzco”                                       | David Knott                  | Ed Scharlach                                      | 12 august 2006    | 115              |
| Invitați: Teresa Ganzel ca Princess Lalala și Ellen Albertini Dow ca Azma                                                                                           |                                                            |                              |                                                   |                   |                  |
| 19 | „U.F.kuzcO, (Unidentified Flying Kuzco)""Attack Sub”       | Howy Parkins                 | Bobs GannawayMichael Grodner                      | 19 august 2006    | 116              |
| 20 | „The Yzma That Stole Kuzcoween""Monster Masquerade”        | David Knott and Howy Parkins | Mark SeidenbergKevin Seccia                       | 14 octombrie 2006 | 119              |
| 21 | „Yzmopolis”                                                | David Knott and Howy Parkins | Kevin D. Campbell și Ed Scharlach                 | 11 noiembrie 2006 | 121              |

### Sezonul 2 (2007–2008)
| Nr. | Titlu                                                  | Data difuzării     | Cod de producție |
| --- | ------------------------------------------------------ | ------------------ | ---------------- |
| 22–1 | „The Emperor's New Tuber""Room for Improvement”        | 23 iunie 2007      | 201              |
| 23–2 | „Cool Summer""Prisoner of Kuzcoban”                    | 30 iunie 2007      | 203              |
| 24–3 | „Ramon's a Crowd""Guakumentary”                        | 7 iulie 2007       | 204              |
| 25–4 | „Show Me the Monkey""Demon Llama!”                     | 21 iulie 2007      | 205              |
| 26–5 | „Picture This!""TV or Not TV”                          | 4 august 2007      | 202              |
| 27–6 | „Kuz-Cop""How Now Sea Cow?”                            | 2 septembrie 2007  | 206              |
| 28–7 | „A Fair to Remember""Working Girl”                     | 15 octombrie 2007  | 207              |
| 29–8 | „Curse of the Moon Beast""Aww, Nuts!”                  | 22 octombrie 2007  | 215              |
| 30–9 | „The Emperor's New School Spirit""Card Wars”           | 5 noiembrie 2007   | 210              |
| 31–10 | „Mudka's Secret Recipe""The Emperor's New Home School” | 19 noiembrie 2007  | 209              |
| Invitați speciali: Estelle Harris ca Mrs. Mudka și Fred Willard ca Major Mudka/Mudka, Sr. |                                                        |                    |                  |
| 32–11 | „The Emperor's New School Musical”                     | 3 decembrie 2007   | 212              |
| Invitat special: Joey Lawrence ca Dirk Brock Note: Kuzco și Malina își împărtășesc primul sărut în fața ecranului. Însă se iau la argumente dacă sărutul a fost sau nu real în timpul genericului de sfârșit. |                                                        |                    |                  |
| 33–12 | „A Giftmas Story”                                      | 10 decembrie 2007  | 217              |
| 34–13 | „No Man Is an Island""Vincent Van Guaka”               | 14 ianuarie 2008   | 211              |
| 35–14 | „Air Kuzco""Kronkenitza”                               | 28 ianuarie 2008   | 213              |
| 36–15 | „Come Fly with Me""Project Poncho”                     | 4 februarie 2008   | 216              |
| 37–16 | „Citizen Kronk""The Pajama Llama Dilemma”              | 3 martie 2008      | 214              |
| 38–17 | „Yzma Be Gone""Last Ditch Effort”                      | 24 martie 2008     | 218              |
| 39–18 | „The Good, the Bad and the Kronk""Mudka's #13”         | 7 aprilie 2008     | 219              |
| Notă: "Mudka's #13" face referințe la patru episoade din The Twilight Zone. |                                                        |                    |                  |
| 40–19 | „Auction Action""The Astonishing Kuzco-Man”            | 21 aprilie 2008    | 220              |
| Notă: În "Auction Action" Malina recunoaște accidental către Kuzco că îl place. |                                                        |                    |                  |
| 41–20 | „Guaka Rules”                                          | 5 mai 2008         | 221              |
| 42–21 | „Malina's Big Break""Hotel Kuzco”                      | 22 mai 2008        | 222              |
| 43–22 | „Father O' Mine""Everyone Loves Kuzco”                 | 12 iunie 2008      | 208              |
| 44–23 | „Puff Piece""Take My Advice”                           | 10 iulie 2008      | 223              |
| Invitat special: Edie McClurg ca Obsessia |                                                        |                    |                  |
| 45–24 | „Yzbot""The Puma Whisperer”                            | 31 iulie 2008      | 224              |
| 46–25 | „Kronk the Magnificent""Kamp Kuzco”                    | 21 august 2008     | 228              |
| 47–26 | „Groove Remover""Overachiever's Club”                  | 11 septembrie 2008 | 229              |
| 48–27 | „The Emperor's New Show""Too Many Malinas”             | 18 septembrie 2008 | 226              |
| 49–28 | „Faking the Grade""Eco Kuzco”                          | 2 octombrie 2008   | 225              |
| 50–29 | „Kuzcokazooza""Kuzco's Little Secret”                  | 23 octombrie 2008  | 230              |
| 51–30 | „Cornivale”                                            | 6 noiembrie 2008   | 227              |
| Invitat special: Harland Williams ca Cabbie |                                                        |                    |                  |
| 52–31 | „Graduation Groove”                                    | 20 noiembrie 2008  | 231              |

## Cărți
1. The Emperor's New Groove
2. Aww Nuts and a Mudka Meat Party